# 凋沼
腐沼（拉丁語：Palus Putredinus），又译“凋沼”，是月球上的一座月海，属于雨海的一部分，直径约161公里。它从阿基米德陨石坑的东南方延伸到位于雨海边缘崎岖的亚平宁山脉。它的名称源于拉丁语“腐烂沼泽”。该区域由于被岩浆覆盖而近乎平坦，而奥托里库斯陨石坑和阿基米德山脉则分别构成了它的北侧和西侧边界。 
该区域南部是一系列统為阿基米德月溪」）的月沟，南面是醒目的「布拉德利月溪」（Rima Bradley）的線型溪谷；東面则是哈德利月溪，而「菲涅耳月溪」（Rimae Fresnel）曾作为阿波羅15號的着陸点。位于腐沼中心點西北的是幾乎已消失的斯帕陨石坑，前苏联月球2號就坠毀于该区域。

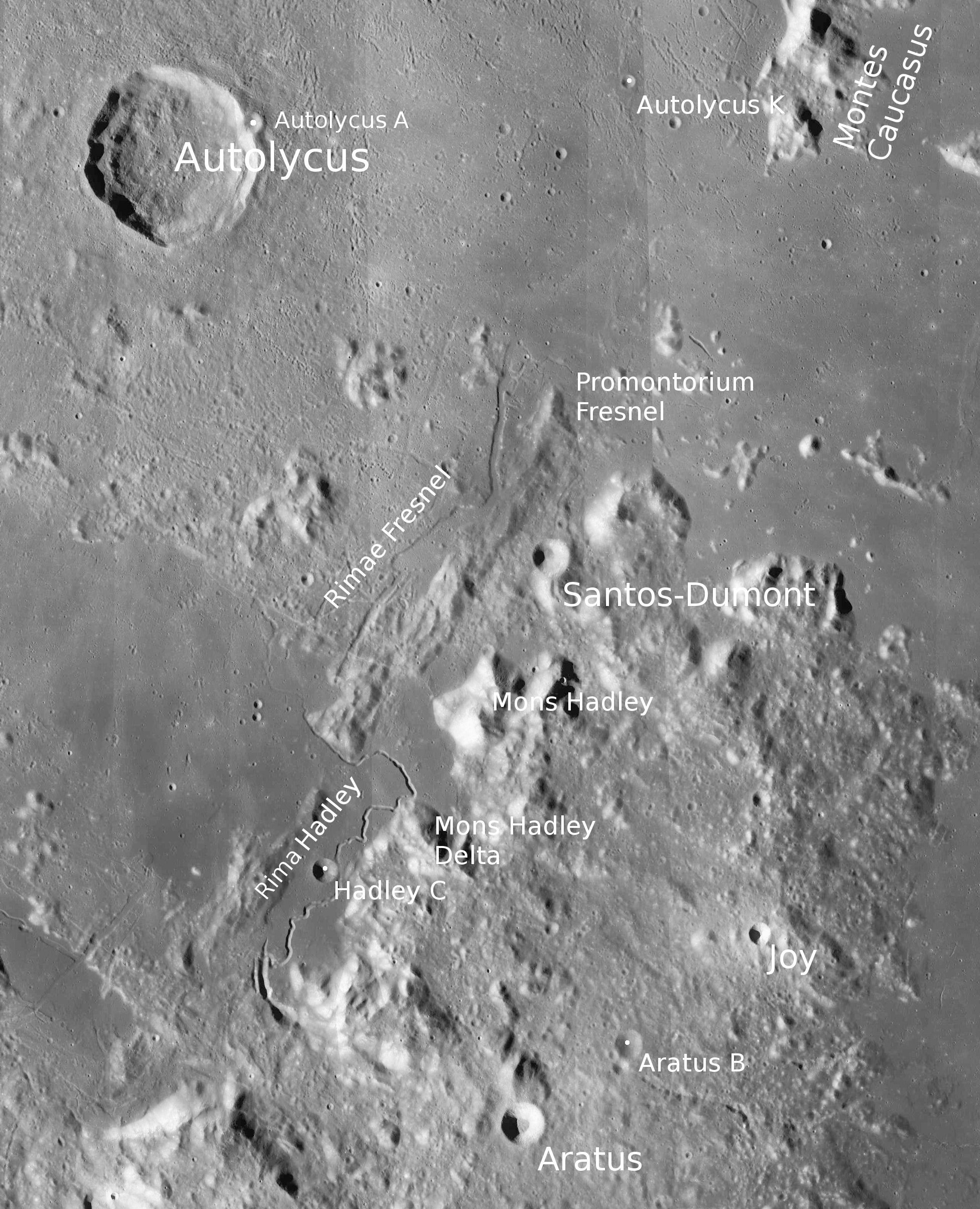
腐沼东部（阿基米德环形山环形以南地区）